# Mas-des-Cours
Mas-des-Cours település Franciaországban, Aude megyében. Lakosainak száma 23 fő (2022. január 1.). Mas-des-Cours Fajac-en-Val, Ladern-sur-Lauquet, Montirat, Monze és Villefloure községekkel határos.

## Népesség
A település népességének változása:
| Lakosok száma | 17   | 13   | 15   | 15   | 25   | 25   | 25   | 25   | 25   | 23   |
|               | 1968 | 1982 | 1990 | 2006 | 2013 | 2015 | 2017 | 2019 | 2020 | 2022 |